# Kanał Zielony

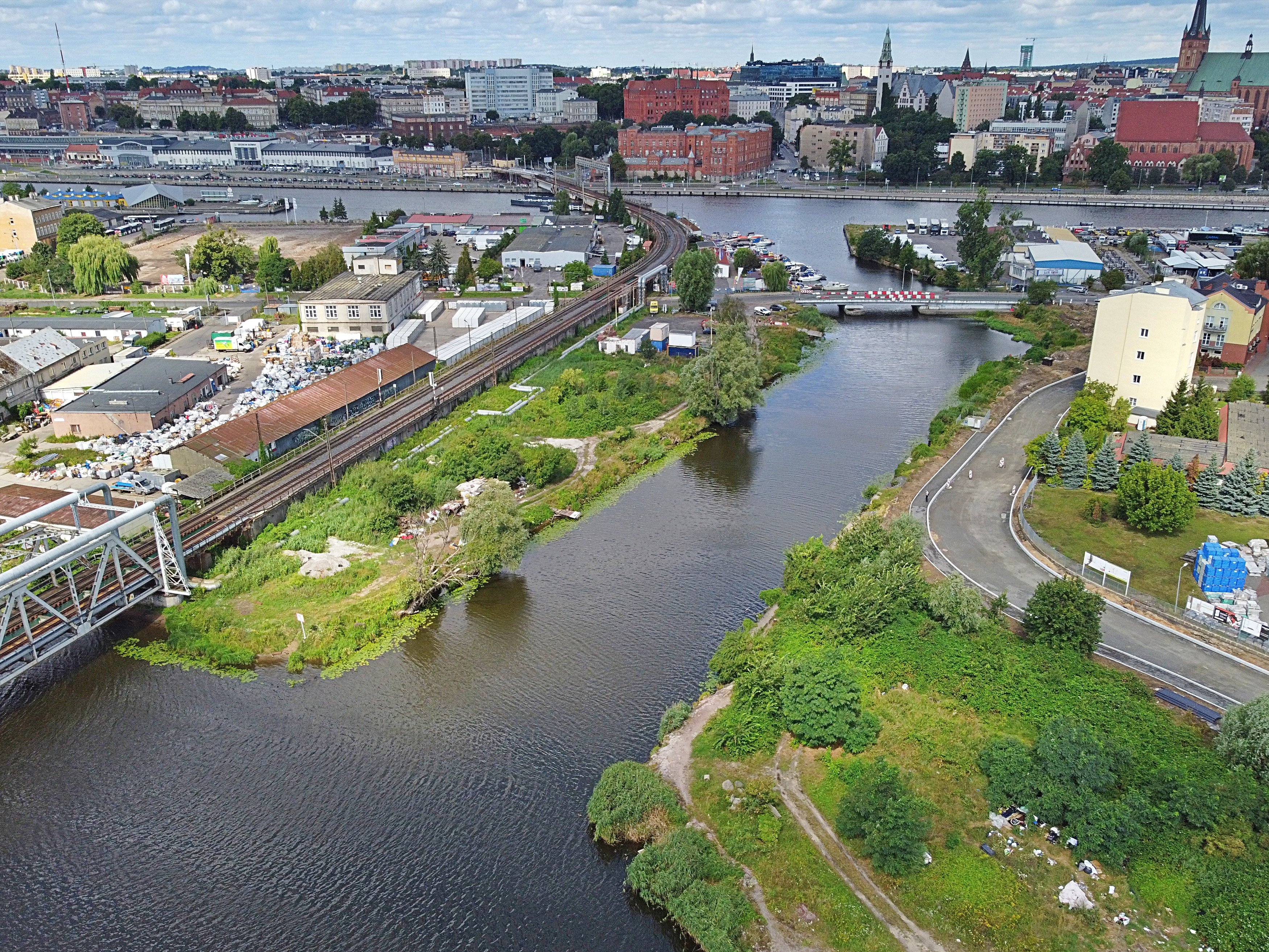
Kanał Zielony (widok od strony wschodniej)

Kanał Zielony (do 1945 niem. Grüner Graben) – kanał wodny w Szczecinie (Międzyodrze-Wyspa Pucka) pomiędzy Odrą Zachodnią a Parnicą o długości ok. 300 m.
Oddziela Kępę Parnicką (na południu) od Łasztowni (na północy). Nad kanałem prowadzi jeden most – Most Zielony w ciągu ulic Heyki i Celnej.